# 士麥那 (紐約州村)
士麥那（英語：Smyrna）是位於美國紐約州希南戈縣的村。

## 人口
根據2020年美國人口普查的數據，士麥那的面積為0.63平方千米，皆為陸地。當地共有人口197人，而人口密度為每平方千米313人。